# روبر اريول
روبر إسحاق اريول (بالتركية: Rober Eryol)‏، من مواليد 21 ديسمبر 1930، وتوفي بتاريخ 21 ديسمبر 2000، وهو لاعب كرة قدم تركي من أصل يهودي، لعب لناديي غلطة سراي التركية، ونادي هبوعيل بئر السبع الإسرائيلي، وكان روبر من ضمن اللاعبين الذين تم استدعائهم للمشاركة ببطولة كأس العالم لكرة القدم التي استضافتها سويسرا سنة 1954.